# 왕즈원
왕즈원(중국어: 王志文, 병음: Wáng Zhìwén, 한자음: 왕지문, 1966년 6월 25일 ~ )은 중국의 영화배우, 텔레비전 배우이다. 상하이시에서 태어났다.

## 방송
- 귀거래
- 대가로파
- 대장부
- 청자
- 기포 1

## 영화
- 북 오브 러브 (2016년)
- 대가로파 (2015년)
- 대장부 (2014년)
- 황금시대 (2014년) - 루쉰 역
- 청자 (2012년)
- 보리밭 (2009년)
- 바람의 소리 (2009년)
- 형제(중국어판) (2007년)
- 묵공 (2006년) - 양왕 역
- 미인의구 (2005년)
- 애.작전 (2004년)
- 투게더 (2002년)
- 설출니적비밀 (1999년)
- 시황제 암살 (1998년)
- 반생연 (1997년)
- 홍분 (1994년)